# Lasiocercis fasciata
Lasiocercis fasciata là một loài bọ cánh cứng trong họ Cerambycidae.